# Bắc Iwo Jima

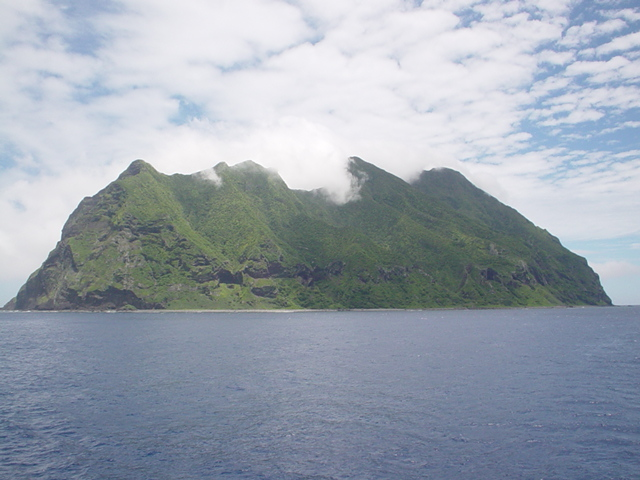
Hòn đảo nhìn từ biển

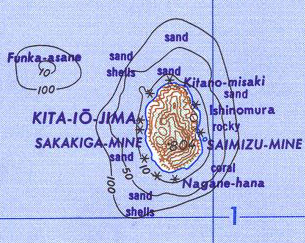
Bản đồ Kita-Iwojima

Bắc Iwo Jima (tiếng Nhật: 北硫黄島 chính thức Kita-iōtō, cũng đọc là Kita-iōjima: "đảo lưu huỳnh bắc") và đảo cực bắc của nhóm đảo Kazan (Núi lửa) của quần đảo Ogasawara, 80 km về phía bắc của Iwo Jima. Hòn đảo nằm cách 1170 km về phía nam của Tokyo, 207 km nam tây nam của Chichijima.

## Địa lý
Hòn đảo gồm có một đỉnh bị xoái mòn mạnh của núi lửa dạng tầng, cao 792 m trên mực nước biển (804 m theo các nguồn khác). Đỉnh này được gọi là Sakagigamine (榊ヶ峰), ngoài ra còn có một đỉnh khác tên là Shimizu (清水峰, 665m). Đảo có diện tích 5,57 km², và chiều dài bờ biển là 8,0 km. Về mặt hành chính, đảo là một phần của làng Ogasawara và không có cư dân sinh sống. Cách đọc tiếng Nhật của đảo là Kita-iōtō từ ngày 18 tháng 6 năm 2007.

## Lịch sử
Hòn đảo vốn không có cư dân sinh sống. Những người Nhật từ quần đảo Izu đã đến vào năm 1889, và họ tạo nên hai khu dân cư, Ishinomura (đông) và Nishimura (tây). Khi bắt đầu Thế chiến II, dân cư trên đảo là 103 người, tuy nhiên sau đó đã được sơ tán. Hòn đảo chưa được tổ chức hành chính cho đến năm 1940, khi nó trở thành một phần của Iōtō năm 1940, và thuộc Ogasawara-mura năm 1968 sau khi Hoa Kỳ trao trả lại đảo cho Nhật Bản.
Khi diễn ra Nhật thực 22 tháng 7 năm 2009, hòn đảo có nhiệt thực toàn phần trong 6 phút rưỡi, nhiều hơn bất kỳ nơi nào khác.